# (36841) 2000 SM113
2000 SM113 (asteroide 36841) é um asteroide da cintura principal. Possui uma excentricidade de 0.14073680 e uma inclinação de 2.34317º.
Este asteroide foi descoberto no dia 24 de setembro de 2000 por LINEAR em Socorro.